# Ligue Féminine de Basket 2018-2019
Il campionato francese di pallacanestro femminile 2018-2019 (Ligue Féminine de Basket) è stato il ventunesimo (81º in totale dal 1937).
Il Lyon ASVEL vince il campionato per la prima volta, sconfiggendo nella finale play-off per 3-2 il Lattes Montpellier.

## Regolamento
Le squadre classificate dal primo all'ottavo posto al termine della regular season si qualificano ai play-off per l'assegnazione del titolo di campione di Francia.
Le squadre classificate dal nono al dodicesimo posto si qualificano per i play-out, la perdente retrocede in LF2.

## Squadre partecipanti
Il campionato è costituito da 12 squadre. Nella stagione precedente è retrocessa in LF2 il Cavigal Nizza. Il suo posto è stato preso dal Landerneau, vincitrice dei play-off di LF2.
| Squadra            | Allenatore                                         | Campo di gioco                                 | Risultato stagione 2017-18 |
| ------------------ | -------------------------------------------------- | ---------------------------------------------- | -------------------------- |
| C.J.M. Bourges     | Olivier Lafargue                                   | Palais des sports du Prado di Bourges          | 1º posto in LBF            |
| Flammes Carolo     | Romuald Yernaux                                    | Caisse d’Epargne Arena di Charleville-Mézières | 2º posto in LBF            |
| Villeneuve-d'Ascq  | Frédéric Dusart (1ª–22ª) Rachid Meziane (play-out) | Le Palacium di Villeneuve-d'Ascq               | 3º posto in LBF            |
| Basket Landes      | Cathy Melain                                       | Espace Mitterrand di Mont-de-Marsan            | 4º posto in LBF            |
| Lyon ASVEL         | Valéry Demory                                      | Salle Mado Bonnet di Lione                     | 5º posto in LBF            |
| Tarbes             | François Gomez                                     | Palais des sports du quai de l'Adour di Tarbes | 6º posto in LBF            |
| Lattes Montpellier | Thibaut Petit                                      | Palais des sports de Lattes di Lattes          | 7º posto in LBF            |
| Nantes Rezé        | Emmanuel Cœuret                                    | Complexe Mangin Beaulieu di Nantes             | 8º posto in LBF            |
| Hainaut Basket     | Fabrice Fernandes                                  | Salle Maurice-Hugot di Saint-Amand-les-Eaux    | 9º posto in LBF            |
| USO Mondeville     | Romain Lhermitte                                   | Halle Bérégovoy di Mondeville                  | 10º posto in LBF           |
| Roche Vendée       | Emmanuel Body                                      | Salle Omnisports di La Roche-sur-Yon           | 12º posto in LBF           |
| Landerneau         | Stéphane Leite                                     | La Cimenterie di Landerneau                    | 1º posto in LF2            |

## Stagione regolare

### Classifica
|  | Pos. | Squadra                    | Pt. | G  | V  | P  | PtF  | PtS  | Dif. | CD  | Qualif.     |
|  | ---- | -------------------------- | --- | -- | -- | -- | ---- | ---- | ---- | --- | ----------- |
|  | 1.   | Lyon ASVEL féminin         | 40  | 22 | 18 | 4  | 1694 | 1409 | +285 | 2-0 | ai play-off |
|  | 2.   | Tango Bourges              | 40  | 22 | 18 | 4  | 1722 | 1351 | +371 | 0-2 | ai play-off |
|  | 3.   | Lattes Montpellier BLMA    | 38  | 22 | 16 | 6  | 1780 | 1558 | +222 |     | ai play-off |
|  | 4.   | FCB Ardennes               | 35  | 22 | 13 | 9  | 1625 | 1543 | +82  |     | ai play-off |
|  | 5.   | Roche Vendée               | 34  | 22 | 12 | 10 | 1600 | 1583 | +17  | +3  | ai play-off |
|  | 6.   | Basket Landes              | 34  | 22 | 12 | 10 | 1504 | 1481 | +23  | -3  | ai play-off |
|  | 7.   | Landerneau                 | 32  | 22 | 10 | 12 | 1485 | 1583 | -98  |     | ai play-off |
|  | 8.   | Tarbes Gespe Bigorre       | 31  | 22 | 9  | 13 | 1375 | 1521 | -146 | +4  | ai play-off |
|  | 9.   | ESB Villeneuve-d’Ascq LM   | 31  | 22 | 9  | 13 | 1558 | 1582 | -24  | -4  | ai play-out |
|  | 10.  | Saint-Amand Hainaut Basket | 29  | 22 | 7  | 15 | 1475 | 1624 | -149 |     | ai play-out |
|  | 11.  | Nantes-Rezé Basket 44      | 28  | 22 | 6  | 16 | 1447 | 1726 | -279 |     | ai play-out |
|  | 12.  | USO Mondeville             | 24  | 22 | 2  | 20 | 1323 | 1627 | -304 |     | ai play-out |

Legenda:
       Campione di Francia.
      Ammessa ai play-off.
      Ammessa ai play-out.
      Retrocessa in LF2.
  Vincitrice della Coppa di Francia 2019
  Vincitrice della Supercoppa (Match des champions) 2018
Note:
Due punti a vittoria, uno a sconfitta.

### Risultati
|                    | BOU    | ARD   | LAU   | LAN    | LMO    | LYO   | NAN    | RVA    | SAN    | TAR   | MON   | VAS    |
| ------------------ | ------ | ----- | ----- | ------ | ------ | ----- | ------ | ------ | ------ | ----- | ----- | ------ |
| Bourges Basket     |        | 73-68 | 79-62 | 100-65 | 65-89  | 63-67 | 90-51  | 82-55  | 104-67 | 70-51 | 98-37 | 76-65  |
| FCB Ardennes       | 75-73  |       | 80-75 | 79-59  | 60-77  | 66-79 | 83-65  | 84-72  | 88-77  | 94-69 | 74-65 | 95-87  |
| Landerneau         | 55-83  | 70-67 |       | 53-54  | 65-62  | 58-89 | 68-76  | 59-81  | 80-75  | 73-62 | 77-72 | 60-76  |
| Landes             | 66-73  | 65-60 | 84-68 |        | 81-86  | 64-69 | 93-70  | 69-64  | 61-47  | 78-58 | 68-57 | 71-59  |
| Lattes Montpellier | 74-75  | 77-80 | 85-56 | 51-50  |        | 80-63 | 85-69  | 81-66  | 83-68  | 86-74 | 68-64 | 115-81 |
| ASVEL Lyon         | 67-53  | 77-65 | 86-87 | 89-66  | 78-73  |       | 100-63 | 102-70 | 77-69  | 68-40 | 83-46 | 71-65  |
| Nantes Reze Basket | 52-108 | 64-51 | 65-68 | 72-79  | 75-102 | 74-72 |        | 62-78  | 88-71  | 58-71 | 55-76 | 74-69  |
| Roche Vendée       | 69-90  | 88-71 | 64-81 | 88-80  | 86-83  | 74-60 | 94-68  |        | 64-59  | 62-48 | 68-48 | 79-58  |
| Hainaut Basket     | 50-70  | 59-82 | 52-77 | 72-71  | 63-86  | 54-63 | 72-63  | 73-65  |        | 68-76 | 76-62 | 74-53  |
| Tarbes Bigorre     | 49-61  | 55-63 | 67-63 | 38-52  | 69-74  | 48-89 | 60-57  | 78-69  | 76-67  |       | 67-60 | 62-79  |
| USO Mondeville     | 49-64  | 44-70 | 58-81 | 57-51  | 72-95  | 62-69 | 64-65  | 72-75  | 65-85  | 79-85 |       | 56-67  |
| Villeneuve d'Ascq  | 68-72  | 73-70 | 66-49 | 71-77  | 98-68  | 69-76 | 72-61  | 75-69  | 70-77  | 51-72 | 86-58 |        |

## Play-off
|  | Quarti di finale | Quarti di finale | Quarti di finale     |                    |                      | Semifinali | Semifinali | Semifinali |  |  | Finale | Finale     | Finale |
|  |                  |                  |                      |                    |                      |            |            |            |  |  |        |            |        |
|  | 1                | Lyon ASVEL       | 2                    |                    |                      |            |            |            |  |  |        |            |        |
|  | 8                | Tarbes           | 0                    |                    |                      |            |            |            |  |  |        |            |        |
|  | 8                | Tarbes           | 0                    |                    | 1                    | Lyon ASVEL | 2          |            |  |  |        |            |        |
|  |                  |                  |                      |                    | 1                    | Lyon ASVEL | 2          |            |  |  |        |            |        |
|  |                  | 4                | Charleville-Mézières | 0                  |                      |            |            |            |  |  |        |            |        |
|  | 4                | 4                | Charleville-Mézières | 0                  | Charleville-Mézières | 2          |            |            |  |  |        |            |        |
|  | 4                |                  |                      |                    | Charleville-Mézières | 2          |            |            |  |  |        |            |        |
|  | 5                | Roche Vendée     | 1                    |                    |                      |            |            |            |  |  |        |            |        |
|  |                  |                  |                      |                    |                      |            |            |            |  |  | 1      | Lyon ASVEL | 3      |
|  |                  |                  | 3                    | Lattes Montpellier | 2                    |            |            |            |  |  |        |            |        |
|  | 2                | Bourges          | 2                    |                    |                      |            |            |            |  |  |        |            |        |
|  | 7                | Landerneau       | 1                    |                    |                      |            |            |            |  |  |        |            |        |
|  | 7                | Landerneau       | 1                    |                    | 2                    | Bourges    | 0          |            |  |  |        |            |        |
|  |                  |                  |                      |                    | 2                    | Bourges    | 0          |            |  |  |        |            |        |
|  |                  | 3                | Lattes Montpellier   | 2                  |                      |            |            |            |  |  |        |            |        |
|  | 3                | 3                | Lattes Montpellier   | 2                  | Lattes Montpellier   | 2          |            |            |  |  |        |            |        |
|  | 3                |                  |                      |                    | Lattes Montpellier   | 2          |            |            |  |  |        |            |        |
|  | 6                | Landes           | 1                    |                    |                      |            |            |            |  |  |        |            |        |

### Quarti di finale
Gare disputate l'andata il 27 aprile, il ritorno il 20 aprile e l'eventuale spareggio il 23 aprile (FCB Charleville-Mézières/Roche Vendée, Bourges/Landerneau e Basket Montpellier/Basket Landes).
| Squadra 1                | Totale | Squadra 2      | Gara 1  | Gara 2  | Gara 3  |
| ------------------------ | ------ | -------------- | ------- | ------- | ------- |
| Lyon ASVEL               | 2 - 0  | Tarbes Bigorre | 75 - 70 | 82 - 61 | -       |
| FCB Charleville-Mézières | 2 - 1  | Roche Vendée   | 81 - 63 | 60 - 71 | 91 - 71 |
| Bourges                  | 2 - 1  | Landerneau     | 91 - 75 | 67 - 71 | 95 - 68 |
| Lattes Montpellier       | 2 - 1  | Basket Landes  | 83 - 73 | 54 - 66 | 81 - 61 |

### Semifinali
Gare disputate l'andata il 27 aprile, il ritorno il 30 aprile.
| Squadra 1  | Totale | Squadra 2                | Gara 1  | Gara 2  | Gara 3 |
| ---------- | ------ | ------------------------ | ------- | ------- | ------ |
| Lyon ASVEL | 2 - 0  | FCB Charleville-Mézières | 86 - 59 | 73 - 68 | -      |
| Bourges    | 0 - 2  | Lattes Montpellier       | 66 - 78 | 64 - 71 | -      |

### Finale
Si sono disputate il 6, l'8 e la bella il 23 maggio Lione, il 14 e il 16 maggio a Lattes.
| Squadra 1  | Totale | Squadra 2          | Gara 1  | Gara 2  | Gara 3  | Gara 4        | Gara 5  |
| ---------- | ------ | ------------------ | ------- | ------- | ------- | ------------- | ------- |
| Lyon ASVEL | 3 - 2  | Lattes Montpellier | 71 - 60 | 77 - 69 | 61 - 62 | 85 - 91 (dts) | 75 - 61 |

## Play-out
Le ultime quattro squadre della stagione regolare si incontrano disputando ciascuna 6 partite tra andata e ritorno, mantenendo i risultati che hanno ottenuto tra loro. In conclusione l'ultima classificata è l'USO Mondeville, che retrocede.

## Verdetti
- Campione di Francia:  ASVEL Lyon.
Formazione:[4] Clarissa dos Santos, Paoline Salagnac, Ingrid Tanqueray, Michelle Plouffe, Fatimatou Sacko, Kendra Chéry, Julie Allemand, Lidija Turčinović, Marième Badiane, Alysha Clark. Allenatore: Valéry Demory.
- Retrocessa in LF2:  USO Mondeville.
- Vincitrice Coppa di Francia: : Bourges Basket.
- Vincitrice Supercoppa: : Bourges Basket.